# Малые Бикшихи
Ма́лые Бикши́хи (чув. Анаткас Уҫырма) — деревня в Канашском районе Чувашской Республики.  Административный центр Малобикшихского сельского поселения.

## География
Находится в центральной части Чувашии, у южной границы районного центра города Канаш на берегах реки Озирма.

## История
Известна с 1721 года, когда в ней было 130 мужчин. В 1795 году учтено 50 дворов и 287 жителей. В первой половине XIX века деревня разделилась на околотки Верхний и Нижний, ставшие к 1926 самостоятельными деревнями. В 1964 году деревня вновь стала единой. В 1858 году было учтено всего 66 дворов и 535 жителей. В 1897 году было 326 жителей в Верхнем околотке и 545 в Нижнем. В 1926 году учтено было 108 дворов и 535 жителей в Верхних Малых Бикшихах и 165 дворов с 864 жителями в Нижних. В 1939 году 634 жителя в Верхних и 1050 в Нижних. В 1979 году в единой деревне было 1707 жителя. В 2002 году было 563 двора, в 2010—482 домохозяйства. В период коллективизации были образованы колхозы «Озирма» (Верхние Малые Бикшихи) и «Производитель» (Нижние Малые Бикшихи), в 2010 году действовало ООО «Агат».

## Население
Постоянное население составляло 1475 человек (чуваши 96%) в 2002 году, 1470 в 2010.